# Diisopropylbenzole
Die Diisopropylbenzole bilden in der Chemie eine Stoffgruppe, deren Struktur aus einem Benzolring mit zwei Isopropylgruppen (–CH(CH3)2) als Substituenten besteht. Durch deren unterschiedliche Anordnung ergeben sich drei Konstitutionsisomere mit der Summenformel C12H18.

## Vertreter
| keine Einstufung verfügbar |

| keine GHS-Piktogramme |

| Gefahrensymbol |

## Eigenschaften
Die Siedepunkte der Diisopropylbenzole sind nahezu gleich. Die Schmelzpunkte unterscheiden sich deutlicher. Das 1,4-Diisopropylbenzol, das die höchste Symmetrie aufweist, besitzt den höchsten Schmelzpunkt.